# Tinctură

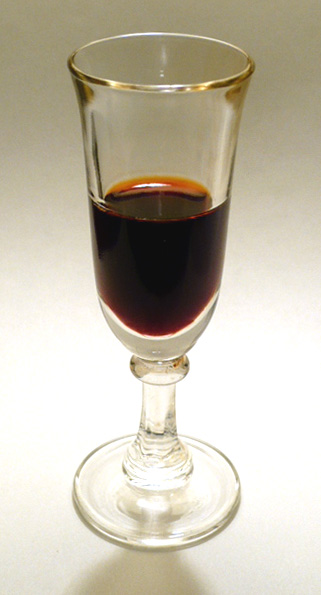
O tinctură preparată din scoarță de salcie și etanol

O tinctură este un extract alcoolic al unor materiale de origine vegetală sau animală, care se obține prin dizolvarea principiilor active ale acestora în solvent. Tincturile pe bază de plante nu sunt întotdeauna preparate cu etanol ca și solvent, deși de cele mai multe ori acesta este folosit. Printre solvenții folosiți mai rar se numără: oțetul, glicerolul, dietileterul și propilenglicolul. Etanolul are avantajul de a fi un solvent excelent atât pentru constituenți bazici, cât și acizi.
Tincturile pot fi atât de uz intern (ce obicei cele alcoolice, în cantități foarte mici) cât și de uz extern (ca și medicație topică, pe piele, etc).